# Зигнау
Зигнау (нем. Signau) — коммуна в Швейцарии, окружной центр, находится в кантоне Берн.
Входит в состав округа Зигнау. Население составляет 2724 человека (на 31 декабря 2006 года). Официальный код — 0907.